# Фредерік V (король Данії)
Фредері́к V (дан. Frederik 5., 31 березня 1723, Копенгаген — 14 січня 1766, Копенгаген) — король Данії і Норвегії від 6 серпня 1746 року з династії Ольденбургів. Син данського короля Кристіана VI і Софії Магдалени Бранденбург-Кульмбаської.

## Біографія
Отримав освіту й виховання в старому німецькому дусі. Німецька мова була для нього, як для його батька і діда, рідна. Проте його сходження на престол в 1746 році народ зустрів з захватом і живими надіями, чому немало сприяли привабливі особисті якості короля: Фредерік відрізнявся привітністю, доступністю й життєрадісністю, в протилежність похмурому, суворому пієтистові Кристіану VI.
Першою дружиною Фредеріка від 1743 року була принцеса Луїза, дочка короля Великої Британії Георга II і Кароліни Ансбаської. З семи дітей двоє померли при народженні.
Данський театр, закритий при Крістіані VI, знову відкрився. Після 16-річного вимушеного мовчання знову став писати знаменитий драматург Людвіг Гольберг. Поновилися в Копенгагені італійська опера, якою довго й успішно керував Джузеппе Сарті, і французька комедія. При Фредеріку в Копенгагені була заснована Данська королівська академія витончених мистецтв. Офіційно академія була відкрита 31 березня 1754 року, в 31-й день народження короля. Була розширена свобода друку, духовна свобода сильно зросла і зміцніла.

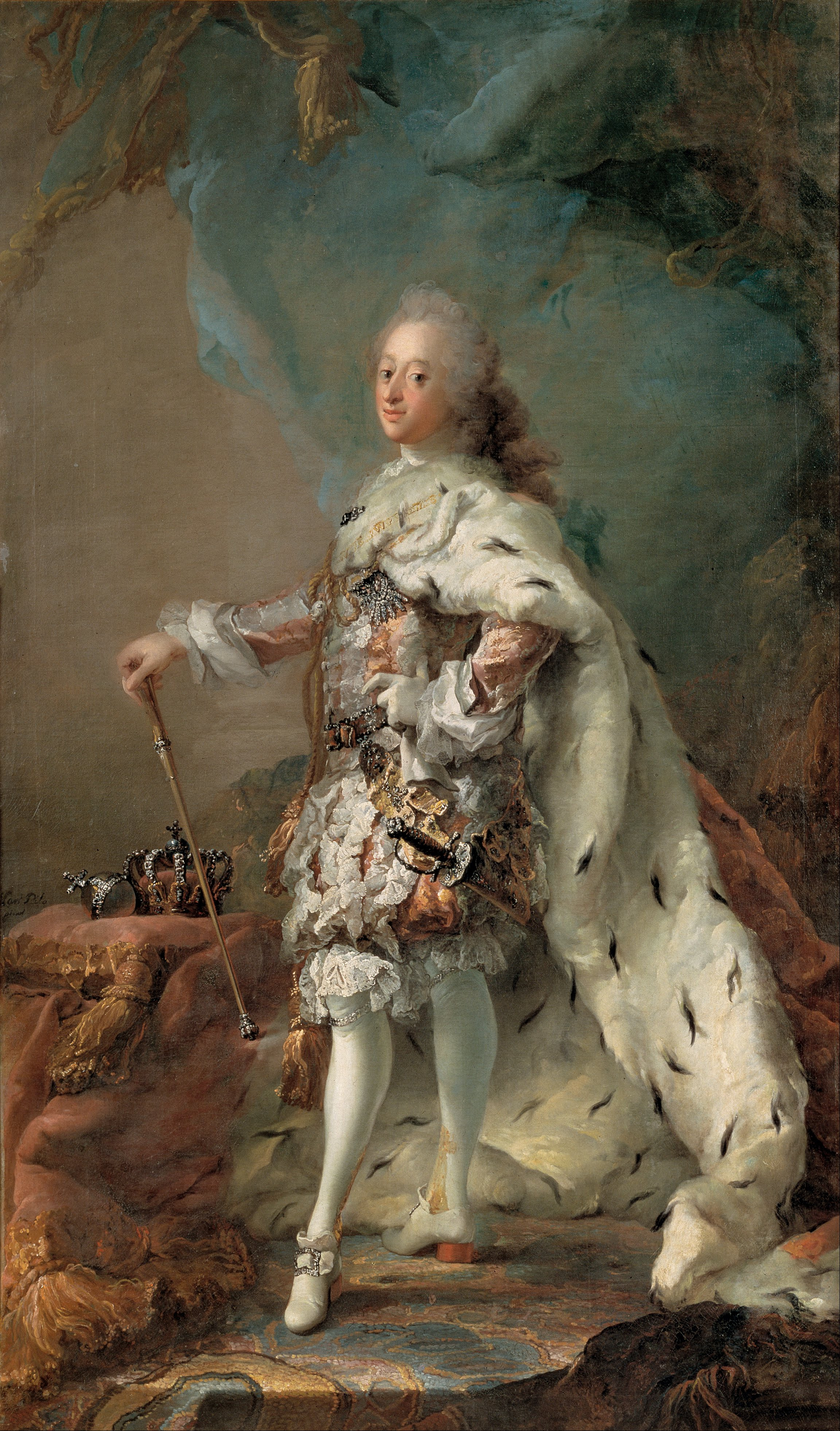
Король Данії і Норвегії

Фредерік особисто мало впливав на загальний перебіг державного і громадського життя, але й не заважав його прогресу. Через пристрасть короля до алкоголю країною фактично управляли міністри, серед яких були Адам Мольтке, І. Х. Е. Бернсторф і Г. К. Шіммельманн. Вони уникали залучення Данії до воєн того часу.
19 грудня 1751 року Луїза померла. 1752 року Фредерік одружився з Юліаною Марією Брауншвейг-Люнебурзькою, дочкою Фердінанда Альберта II, герцога Брауншвейг-Люнебурга. Юліана Марія доводилася сестрою Антонові-Ульріху Брауншвейзькому і тіткою Іванові VI. Згодом вона доклала зусилля до звільнення своїх племінників і перевезення їх у Данію.
Країна залишилася нейтральною й під час Семирічної війни (1756—1763), незважаючи на близькість Росії і Швеції, що брали участь у війні.
Від ранньої юності Фредерік проявляв схильність до розпусти і пияцтва, і ці його слабкості швидко перетворилися на справжні вади, які звели його передчасно в могилу. Популярність короля, однак, не зменшилася навіть в останні роки правління, коли економічні 
умови стали украй важкими. Народ продовжував звати Фредеріка «добрим» і поблажливо дивився на його вкрай розбещений спосіб життя.
Король помер у віці 43 років. За словами очевидців, його останніми словами були: «Велика розрада для мене в останню годину, що я нікого ніколи навмисно не образив і ні краплі крові немає на моїх руках».
Фредерік похований у Роскілльському соборі.

## Родина
1 Дружина — Луїза, дочка короля Великої Британії Георга II і Кароліни Ансбаської.
Діти:
- Кристіан (7 липня 1745 — 3 червня 1747) — принц Данський і Норвезький;
- Софія Магдалена (3 липня 1746 — 21 серпня 1813) — дружина шведського короля Густава III;
- Вільгельміна Кароліна (10 липня 1747 — 19 січня 1820) — принцеса Данська і Норвезька, дружина курфюрста Гессен-Кассельського Вільгельма I;
- Крістіан (29 січня 1749 — 13 березня 1808) — король Данії і Норвегії Крістіан VII;
- Луїза (30 січня 1750 — 12 січня 1831) — принцеса Данська і Норвезька, мати Луїзи Кароліни, принцеси Гессен-Кассельської, і бабуся данського короля Кристіана IX.

2 Дружина — Юліана Марія Брауншвейг-Люнебурзька, дочка Фердінанда Альберта II, герцога Брауншвейг-Люнебурзького.
Діти: від цього шлюбу народилося семеро дітей, найвідоміший:
- Фредерік (11 жовтня 1753 — 7 грудня 1805) — спадковий принц Данський і Норвезький, батько данського короля Кристіана VIII і дідусь Луїзи Гессен-Кассельської.

Коханка — Ельсе Гансен (дан. Else Hansen).
Діти:
- п'ять незаконнонароджених дітей від